# 复兴街道 (北碚区)
复兴街道，原为复兴镇，是中华人民共和国重庆市北碚区下辖的一个乡镇级行政单位。2018年撤镇设街道。区划代码改为500109009。

## 行政区划
复兴街道下辖以下地区：
复兴社区、歇马村、龙王村、山柳村、双龙村、书院村、思源村、长沟村、东岳村、太山村、三树村、堕井村和栀子村。